# Kostel svatého Václava (Hrubý Jeseník)
Římskokatolický farní kostel svatého Václava v Hrubém Jeseníku je sakrální stavba, která spolu s farou a hřbitovem na jihozápadě uzavírá obec. Od roku 1965 je kostel chráněn jako kulturní památka.

## Historie

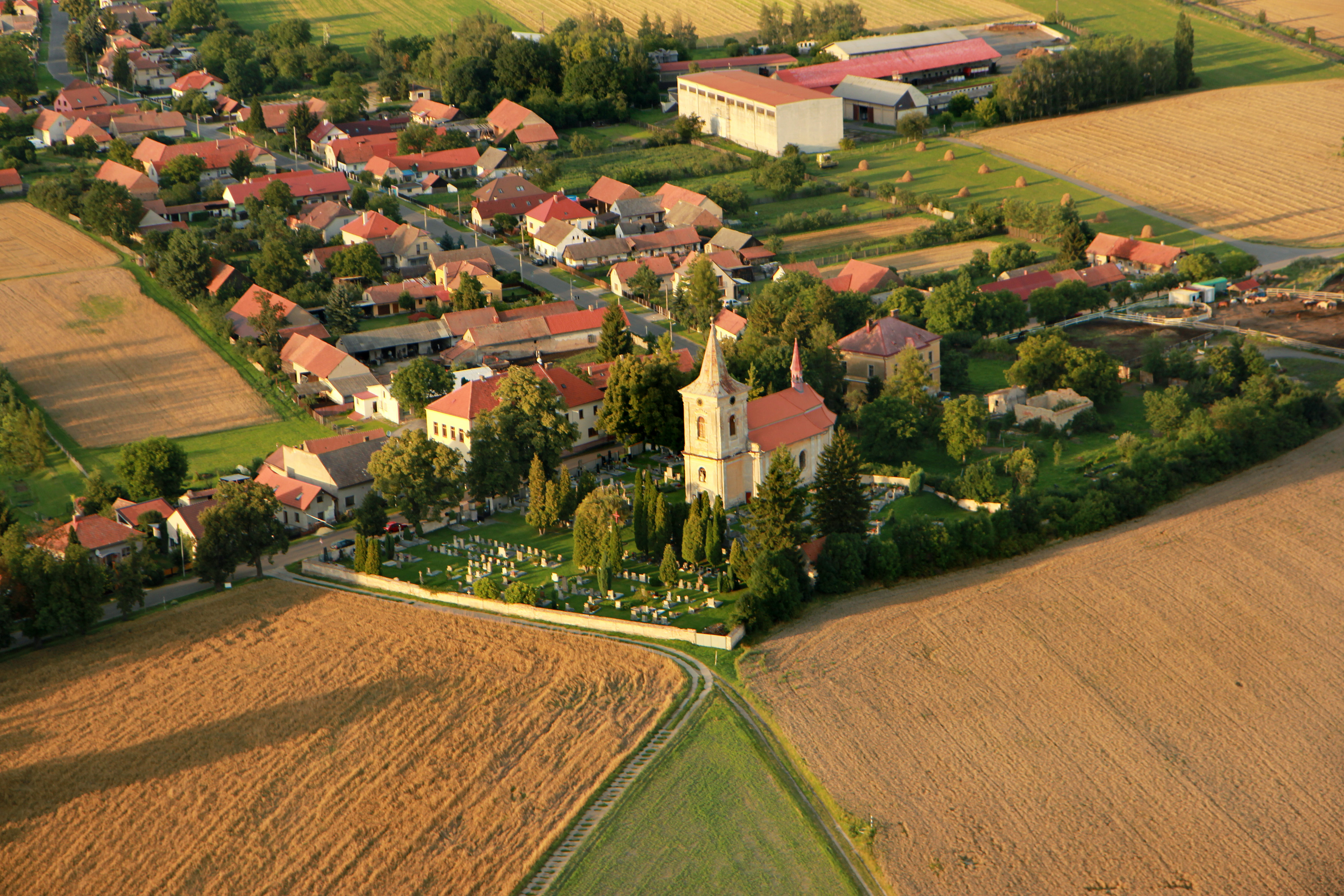
Letecký pohled na kostel v Hrubém Jeseníku

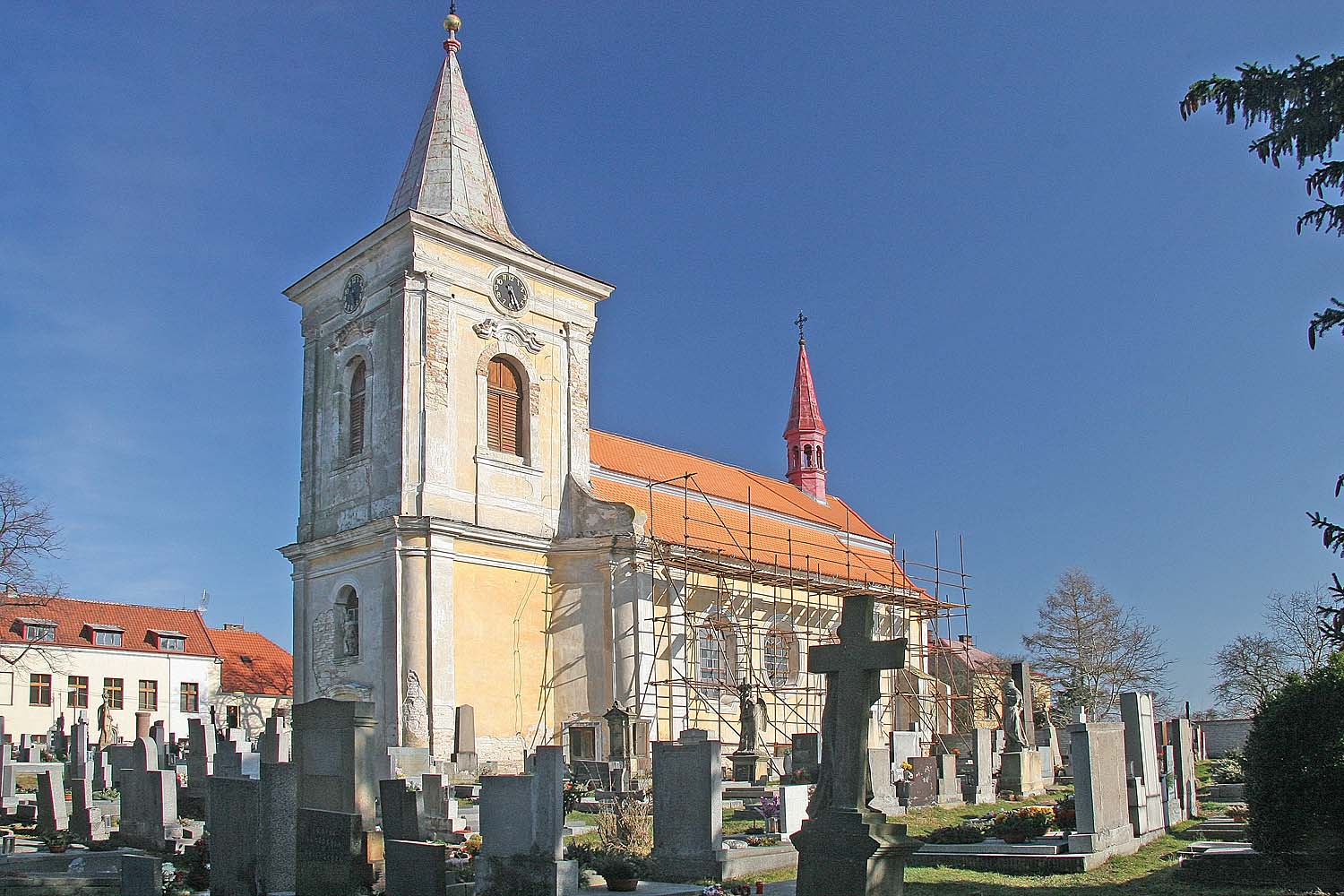
Kostel sv. Václava na hřbitově v Hrubém Jeseníku

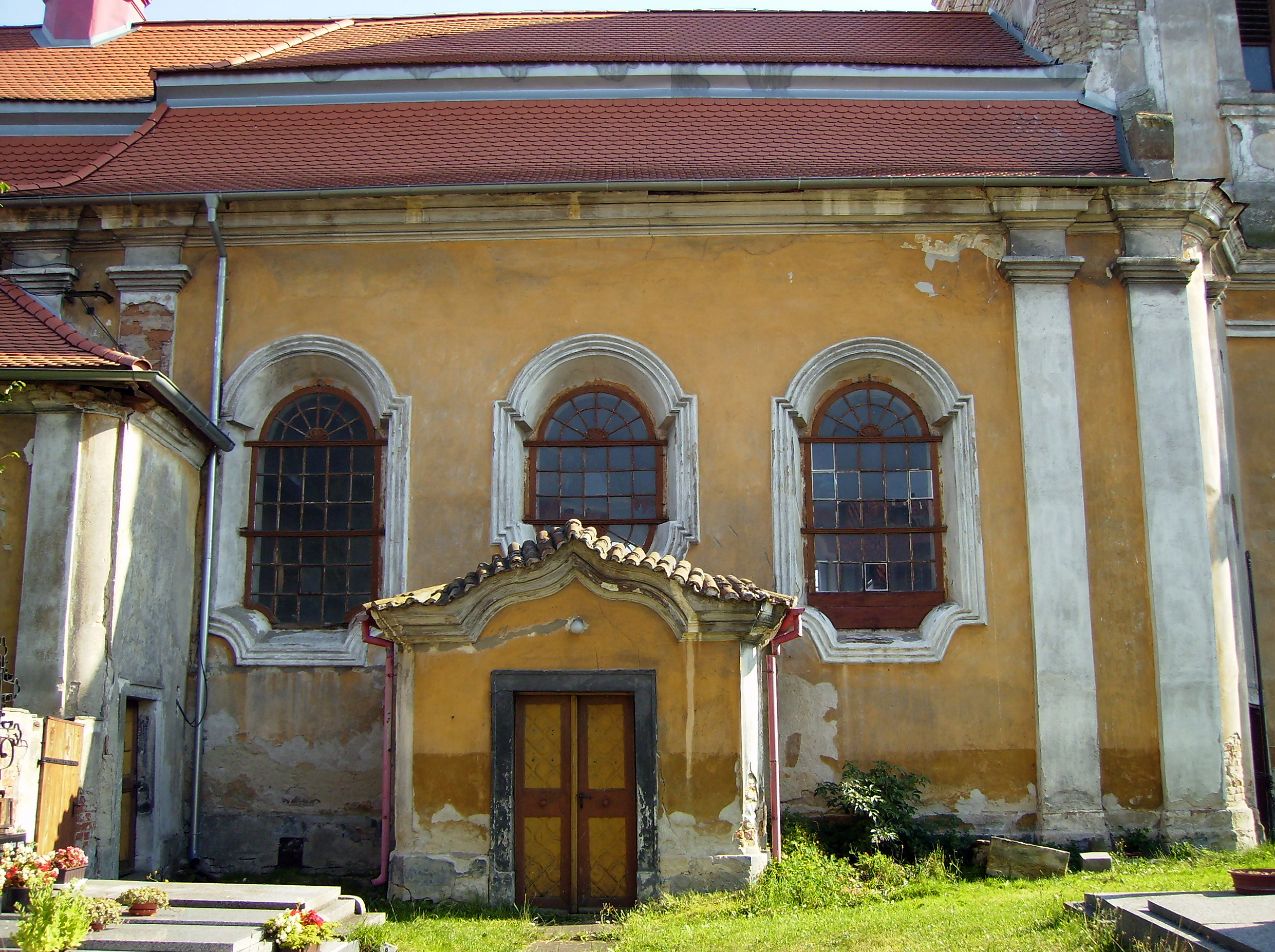
Vstup do kostela sv. Václava

Kostel je původně gotický ze 14. století. V roce 1763 vyhořel a v letech 1766–1769 byl postaven v dnešní pozdně barokní podobě, patrně podle návrhu F. Kermera nebo F. Jedličky.
Duchovní správci kostela jsou uvedeni na stránce: Římskokatolická farnost Hrubý Jeseník.

## Architektura
Jedná se o jednolodní, obdélnou stavbu s trojboce uzavřeným presbytářem a hranolovou věží v západním průčelí. Presbytář je ze smíšeného zdiva. Byl použit lomový kámen a cihly. Zevně je kostel opatřen opěráky, které se snad částečně zachovaly z původní gotické stavby. Stěny jsou zevně členěny pilastry a kasulovými okny. Věž má okna půlkruhově uzavřená s vlnitými nadokenními římsami, v nároží s pilastry.
Presbytář je sklenut jedním polem valené klenby s lunetami a v závěru konchou s lunetami. Triumfální oblouk je půlkruhový. Loď má v klenbě tři pole valené klenby s lunetami. Na stropě jsou fresky ze svatováclavské legendy, které jsou snad dílem V. Kramolína.

## Zařízení
Zařízení je rokokové z období kolem roku 1770. Hlavní oltář je rámový. Je na něm obraz sv. Václava, který je signovaný „V. Kramolín 1769“. Na obraze vpravo dole je pohled na zámek v Novém Ronově. Po stranách obrazu se nacházejí sochy sv. Vojtěcha a sv. Prokopa, které jsou současné s dobou vzniku oltáře. Obrazy na bočních oltářích jsou novodobé. V kostele se nachází hrobka J. F. Morzina z roku 1765.

## Okolí kostela
Na blízké faře se nachází pozdně barokní obraz sv. Jana Nepomuckého. Při cestě z Oskořínku na rozcestí k bažantnici stojí socha sv. Antonína Paduánského z období před polovinou 18. století.